# Arenosetella madagascariensis
Arenosetella madagascariensis is een eenoogkreeftjessoort uit de familie van de Ectinosomatidae. De wetenschappelijke naam van de soort is voor het eerst geldig gepubliceerd in 1965 door Lang.